# San José de Tarros (Honduras)

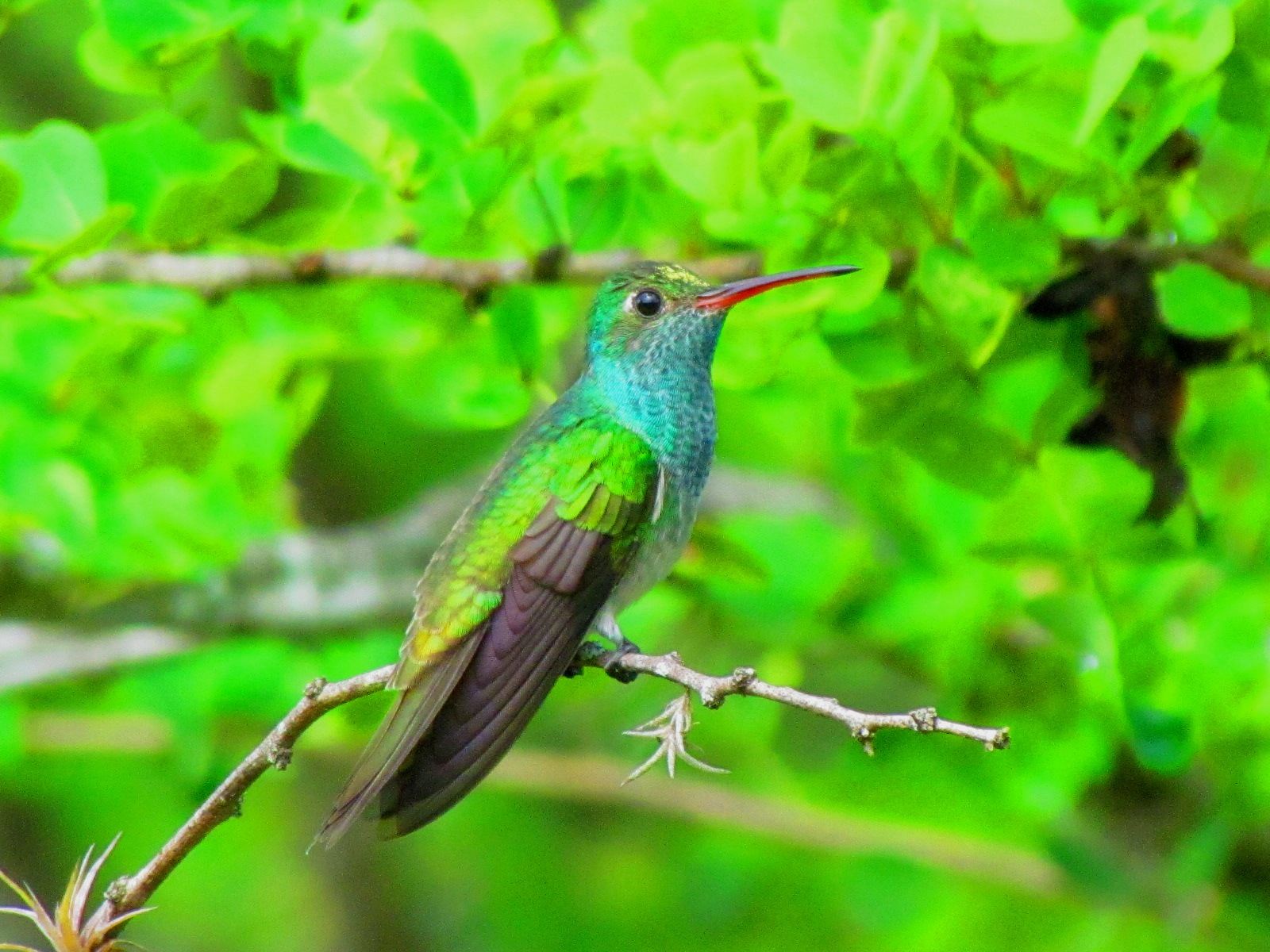
Amazilia luciae, fauna de Santa Bárbara

San José de Tarros es un localidad del municipio de Nueva Frontera, en el departamento de Santa Bárbara, Honduras.

## Datos básicos
Tiene una población de 1345 habitantes.

## Localización y accesos
Sus coordenadas geográficas son 15°18′N, 88°42′W
El aeropuerto más cercano es el Aeropuerto Internacional Ramón Villeda Morales, 85 kilómetros al este del pueblo.

## Patrimonio
Es famoso por la presencia de oro en los ríos Bobo, Chiquila y Tarros.